# ピアチェンツァの肝臓

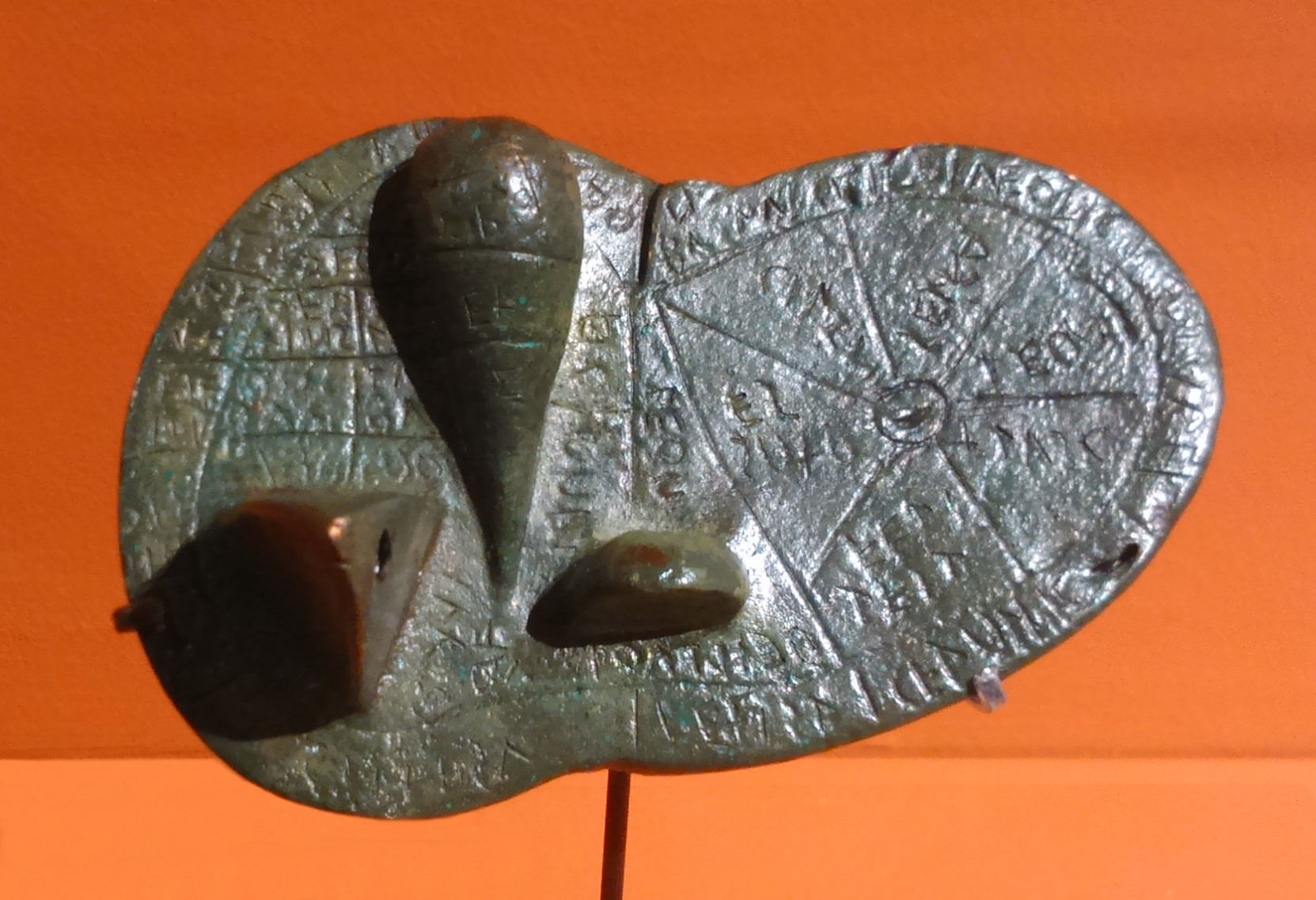
ピアチェンツァの肝臓

ピアチェンツァの肝臓（ピアチェンツァのかんぞう、伊: Fegato di Piacenza）は、紀元前2世紀にエトルリア人によって鋳造された青銅製の遺物である。この羊の肝臓を模したものは「腸卜師」（haruspices）と呼ばれる司祭に使用されていた。1877年にイタリアのピアチェンツァ近郊で発見されている。
各部には、エトルリア宗教にまつわる神々の名が刻まれている。
現在は、ファルネーゼ宮殿 (Palazzo Farnese, Piacenza) の博物館地下に展示されている。